# Wawelno
Wawelno [pronunciación en polaco: /vaˈvɛlnɔ/] (en alemán: Bowallno) es un pueblo ubicado en el distrito administrativo de Gmina Komprachcice, dentro del Condado de Opole, Voivodato de Opole, en el sur de Polonia occidental. Se encuentra aproximadamente a 5 kilómetros al noroeste de Komprachcice y a 13 kilómetros al oeste de la capital regional Opole.
Antes de 1945, el área fue parte de Alemania.
El pueblo tiene una población aproximada de 1,200 habitantes.